# Cattleya × mesquitae
Cattleya × mesquitae L.C.Menezes é um híbrido natural de orquídea que foi descrito no boletim CAOB no. 26 de 1996 pela engenheira florestal, botânica e ecologista, Dra. Lou C. Menezes, que fez uma homenagem ao Sr. Raimundo Mesquita, orquidófilo carioca.
O aparecimento deste novo híbrido primário, segundo a autora, foi há mais ou menos 20 anos, em uma exposição de orquídeas na cidade de Jataí (GO). Este dado foi obtido num relato do orquidófilo mineiro de Uberaba, Sr. Oswaldo Franchini.

## Habitat
Geralmente, esta planta é encontrada em ambiente muito inóspito, em rochas duras como o granito, e em locais de difícil acesso no alto de serras e montanhas. Na condição de rupícolas, as plantas sempre são encontradas sob árvores que proporcionam tênue sombra.
Nas árvores, como epífitas, a quantidade de plantas é bem menor - cerca de 1%.

## Localização
Sua localização abrange os estados de Goiás e Mato Grosso, tendo sido encontrada em 21 municípios goianos e 5 municípios matogrossenses, numa área de cerca de 48.000 quilômetros quadrados. Tem-se notícias de plantas semelhantes observadas na Bolívia pelo médico e orquidófilo Dr. José Stefanello. Foi encontrada também em forma rupícola na região de Encarnación, no mesmo país.

## Altitude
A Cattleya × mesquitae vegeta numa altitude que varia entre 600 e 800 metros ao nível do mar. As plantas são sempre encontradas no lado do sol nascente, nunca no lado poente.

## Época da floração
A floração acontece entre Setembro e meados de Novembro. É interessante notar que a Cattleya walkeriana floresce no local entre Abril e Junho e a Cattleya nobilior, de Julho até metade de Setembro.
Cerca de 70% das hastes florais partem do rizoma, e somente 30% surgem no ápice dos pseudobulbos, entre as folhas, como a Cattleya walkeriana var. princeps.

## Coloração das flores
A Cattleya × mesquitae possui as mesmas variedades das Cattleya nobilior e Cattleya walkeriana. Acredita-se que o melhor estudo existente dos agrupamentos cromáticos é de Astor Viana Junior e Pedro Lage Viana, publicado recentemente no livro "Cattleya walkeriana Gardner - Aspectos botânicos e estudo cromáticos", onde consta: alba, albescens, suave, pérola, semialba, amoena, caerulea, caerulense, lilás tipo, rosada, rubra, concolor, lilacina e vinicolor.
Quando ao colorido do labelo, classifica-se em: estriado, venoso, orlato, cheio e flameas.
Hoje, esta planta já pode ser observada em diversas coleções com flores, formas e coloridos excepcionais, não ficando atrás de outras Cattleyas.

## Observações finais
- Um híbrido feito em laboratório não tem o mesmo perfume de uma planta vinda da natureza.
- A Cattleya walkeriana var. princeps, que poderia ser uma das plantas envolvidas no híbrido, está a uma distância de 320 km, na cidade de Piracanjuba.
- A Cattleya nobilior também está a pelo menos 50 km de distância.
- Ela nunca está nos habitats misturada com a Cattleya walkeriana, que sempre é encontrada em pequena quantidade.
- Suas folhas são de consistência cerosa e quebram-se com muita facilidade.
- A Cattleya mesquitae é sempre bifoliada, somente aparece como unifoliada quando perde uma das folhas.